# Timothy McDonnell
Timothy Anthony McDonnell (ur. 23 grudnia 1937 w Nowym Jorku) – amerykański duchowny katolicki, biskup Springfield w metropolii Boston w latach 2004–2014.
Jego rodzice byli irlandzkimi imigrantami. Ma młodszego brata, który jest kapłanem zgromadzenia Małych Braci NMP. Po ukończeniu seminarium duchownego w Yonkers przyjął święcenia kapłańskie w dniu 1 czerwca 1963 z rąk kardynała Francisa Spellmana. Służył przez następne dziesięciolecia w rodzinnej archidiecezji Nowy Jork m.in. jako dyrektor Stowarzyszenia Rozkrzewiania Wiary i wicekanclerz archidiecezji. W roku 1983 otrzymał godność prałata. Był również w latach 1989–1990 wikariuszem biskupim dla Zachodniego Manhattanu i miejscowym proboszczem u Świętej Trójcy. Proboszcz parafii w Chappaqua w latach 1993–2002.
30 października 2001 mianowany biskupem pomocniczym Nowego Jorku ze stolicą tytularną Semina. Sakry udzielił mu kard. Edward Egan. W latach 2002–2004 wikariusz generalny archidiecezji. 9 marca 2004 został ordynariuszem Springfield w Massachusetts. Ingres odbył się 1 kwietnia 2004.
19 czerwca 2014 papież Franciszek przyjął jego rezygnację z pełnionego urzędu, złożoną ze względu na wiek.